# 金龍XMQ6121G
金龍XMQ6121G（英語：Kinglong XMQ6121G）是中國大陸客車製造商金龍客車所生產的一款低底盤公車。本車款另有Hybrid車型，僅新加坡引進。臺灣目前僅東南客運、中興巴士集團曾購買此車型(已全數淘汰)。

## 臺灣

### 規格
- 引擎：
  - 四期引擎：Cummins ISBe4+250B，250hp（2008年3月～2012年7月）
- 排氣量：6,692c.c.
- 懸吊系統：電子控制空氣懸吊系統、昇降系統
- 煞車系統：碟式雙迴路全氣壓式煞車及ABS動態煞車系統
- 輪軸廠牌：
  - 前軸：ZF RL85A、後軸：ZF AV132
  - 方盛車軸
  - 北奔車軸
- 變速箱[1]：
  - 中興巴士集團所使用：綦江QJ1205五速手排
  - 東南客運：ZF Ecolife 6S1110BO六速手排

### 車型

三陽金龍生產之第一代造型
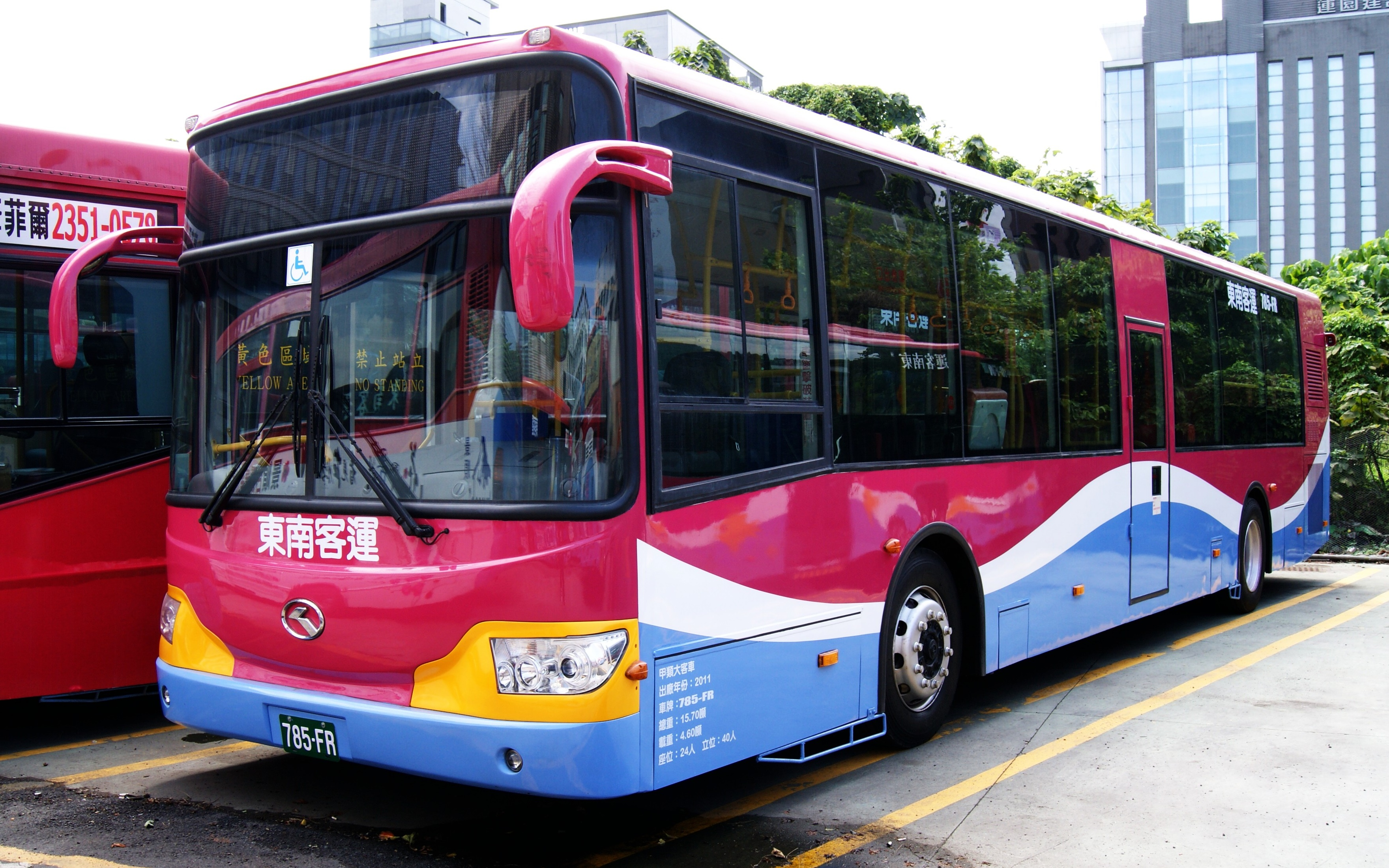
三陽金龍生產之第三代造型

### 組裝及引進
2008年在臺灣當初是由三陽工業與金龍客車合資的三陽金龍引進，中興巴士集團為首位買主，購買20輛置於旗下中興巴士、光華巴士，但中興巴士集團自2009年起不再向三陽金龍購買車輛，透過其早先自行成立的金龍汽車製造公司，自行仿製金龍客車底盤生產公車。另外三陽工業曾製造一輛試作車，準備認證油電混合公車的製造實力，事後作為一般柴油公車轉賣給亞通客運。
2013年時，三陽工業退出後的三陽金龍品牌，由馨盛汽車和首都客運聯手，進口三門及雙節金龍客車。

### 使用業者
中興巴士集團、亞通客運、東南客運

## 马来西亚
金龙XMQ6121G也是GO吉隆坡城市巴士服务的车种，由快捷通巴士等公司使用，车身被漆上亮紫色。

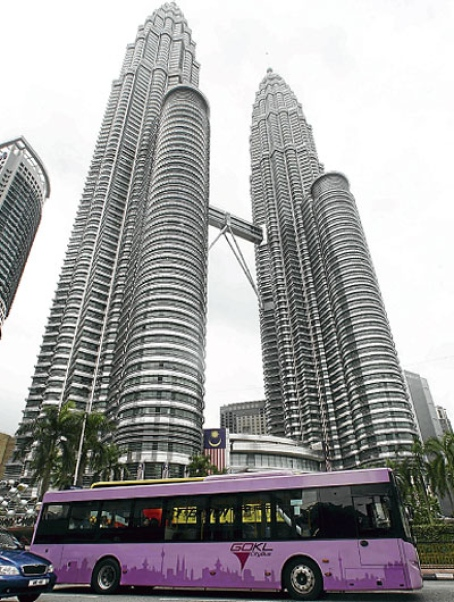

## 外部連結
- 金龍客車 （页面存档备份，存于）
- 江申工業 （页面存档备份，存于）
- 臺灣康明斯 （页面存档备份，存于）
- 采埃孚公司 （页面存档备份，存于）
- 綦江齒輪傳動
- 方盛實業 （页面存档备份，存于）
- 北奔重型汽車 （页面存档备份，存于）